# Побузька селищна територіальна громада
Побузька селищна громада — територіальна громада в Україні, в Голованівському районі Кіровоградської області. Адміністративний центр — селище Побузьке.
Площа громади — 195,3 км², населення — 9 081 мешканець (2020).

## Населені пункти
У складі громади 1 селище (Побузьке) і 8 сіл:
- Грузянка
- Капітанка
- Липняги
- Липовеньке
- Люшнювате
- Одая
- Пушкове
- Сухий Ташлик